# Yandex Taxi
Yandex Taxi (en ruso: Яндекс Такси) es el servicio de reservas de taxi en línea más grande de Moscú y otras ciudades de Rusia. Yandex Taxi es utilizado por aproximadamente 200 compañías de taxi rusas que operan aproximadamente 20.000 taxis. El servicio procesó 3,5 millones de pedidos durante 2013. Yandex reveló detalles de la adquisición de programas Ros.Taxi y RosInfoTech. En 2014, Yandex rumoreó comprar una participación minoritaria en BiTaksi de Turquía.